# 20th Century Boys
20th Century Boys (jap. 20世紀少年, nijusseiki shōnen) ist eine Manga-Serie des japanischen Zeichners Naoki Urasawa. Sie lässt sich den Genre Science-Fiction und Drama zuordnen.
Das Werk erzählt von den apokalyptischen Kindheitsfantasien einer Gruppe von Freunden und wie diese eines Tages wahr werden.

## Handlung
Während ihrer unbeschwerten Schulzeit entwerfen Kenji Endō (遠藤 健児) und seine Freunde Otcho (オッチョ), Yoshitsune (ヨシツネ), Fukubei (フクベエ), Katsumata (カツマタ) und Yukiji Setoguchi (瀬戸口　ユキジ) ein Endzeitszenario, in dem die ganze Welt vernichtet wird. Sie denken sich Bakterienangriffe, Bombenattentate und Riesenroboter aus und spielen die Helden, die die Welt vor einer bösen Organisation retten werden.
Jahrzehnte später kommt es zu Anschlägen in der ganzen Welt, die sich fest an das von ihnen entworfene Szenario halten. Ein geheimnisvoller „Freund“ (ともだち, Tomodachi) erscheint als Anführer einer Sekte, der Freundschaftspartei, und kann bald mehr und mehr Macht gewinnen. Der Freund gebraucht dabei ein Symbol, das sich damals die Freunde ausgedacht haben. Kenji weiß daher, dass einer seiner Freunde aus der Kindheit der Freund sein muss und will ihn aufhalten. Dabei wird er jedoch mit der wachsenden Macht des Freundes konfrontiert, die auch schon zur Polizei reicht. So kommt es zur Entführung seiner Nichte Kanna.
Zum Jahr 2000, in dem nach dem Szenario der Freunde die Welt untergehen sollte, hat Kenji die meisten hinter sich versammeln können. Doch werden sie nun als terroristische Vereinigung gejagt und müssen in der Kanalisation leben. Dennoch können sie den Freund aufhalten, er wird erschossen. Hinter seiner Maske verbirgt sich Fukubei. Doch die Freunde werden als Terroristen verhaftet.
Doch 2015 wird der Freund wieder aktiv. Er reißt die Macht an sich und wird zum Präsidenten der Welt. Ihm gelingt ein Attentat auf den Papst. Nachdem Otcho aus dem Gefängnis fliehen konnte und mit dem Mädchen Britney, dem Polizisten Shōhei Chōno (蝶野 将平) und der Schülerin Kyōko Koizumi (小泉 響子) weitere in den Fall verwickelt werden, beginnt der Kampf gegen den Freund erneut. Schließlich wird offenbart, dass Katsumata der „Freund“ ist und gemeinsame Sache mit Fukubei gemacht hatte. Er nahm dessen Platz nach seinem Tode ein.

## Konzeption und Stil
Der Manga spielt in mehreren Zeitebenen, zwischen denen immer wieder gesprungen wird. Die Reflexion der Kindheitserinnerungen ist ein zentrales Thema. Der Zeichenstil ist realistisch und detailliert.

## Entstehung
Die Serie wurde nach einem Lieblingslied von Urasawa benannt, dem gleichnamigen, 1973 erstveröffentlichten Lied der britischen Rockband T. Rex.
Die Idee zum Manga kam Urasawa bei einem Klassentreffen seiner Grundschulklasse, bei dem er seine früheren Mitschüler kaum erkannte. In einem Interview mit der japanischen Zeitschrift Tōkyō Walker sagte er, die meisten Begebenheiten der Kindheit, die im Manga dargestellt wird, seien wie auch der Rest frei erfunden. Manche habe der Autor aber auch selbst erlebt. So hat er beispielsweise in seiner Kindheit gemeinsam mit Freunden, wie auch die Kinder im Manga, eine Geheimbasis gebaut.
In 20th Century Boys gibt es Erwähnungen von Mangas, die die Hauptfiguren in ihrer Kindheit und Jugend gelesen haben. So verwechselt der erwachsene Otcho Rumiko Takahashis Manga Inu Yasha mit dem ungefähr zwanzig Jahre früher entstandenen Urusei Yatsura.

## Veröffentlichungen
20th Century Boys erschien in Japan ab 1999 monatlich in Einzelkapiteln im Manga-Magazin Big Comic Spirits. Im April 2006 brach Urasawa die Serie vorzeitig ab. Im Dezember desselben Jahres begann man mit der Veröffentlichung der letzten zwei Kapitel in Big Comic Spirits. Diese erschienen unter dem Titel 21st Century Boys (21世紀少年, 21-seiki Shōnen). Der Shōgakukan-Verlag veröffentlichte die Einzelkapitel von 20th Century Boys auch in 22 Sammelbänden, 21st Century Boys in zwei Bänden. Die Serie wurde damit abgeschlossen. Im Juni 2010 folgte ein Spezialband mit Kurzgeschichten.
Der Manga erschien unter anderem auf Französisch bei Generation Comics, Italienisch bei Panini und Spanisch bei Planeta DeAgostini Comics. Er wurde auch ins Niederländische und Koreanische übersetzt. Auf Englisch erscheint er noch bei Viz Media.
Die deutsche Veröffentlichung erfolgt beim Panini Verlag im Label Planet Manga, bei dem alle 22 Bände erschienen sind. Die Übersetzung stammt von Josef Shanel und Matthias Wissnet. Nach dem Erscheinen von Band acht plante der Verlag ursprünglich, 20th Century Boys aufgrund schlechter Verkaufszahlen einzustellen. Bei 20th Century Boys testete man vorher ein Print-on-Demand-Verfahren, das bei Band neun und zehn erfolgreich und ausschlaggebend für die weitere Veröffentlichung der Serie war. Im März und August 2010 veröffentlichte Panini auch die Fortsetzung, 21st Century Boys, in zwei Bänden. Der Spezialband von 2010 wurde im März 2024 auch auf Deutsch veröffentlicht.

## Filme
Der erste Realfilm von 20th Century Boys wurde am 21. August 2008 in Paris uraufgeführt. Die Produktion kostete 55 Millionen Dollar. In dem Film hatte die japanische Band Nightmare einen kleinen Gastauftritt. Der zweite und dritte Teil der Filmtrilogie kamen im folgenden Jahr in die japanischen Kinos.

## Erfolg und Rezeption
Die ersten 18 Sammelbände des Mangas verkauften sich in Japan bis zum Frühjahr 2005 etwa 13 Millionen Mal.
Urasawa erhielt für 20th Century Boys einige der renommiertesten japanischen Comicpreise. So gewann er 2001 den Kōdansha-Manga-Preis in der Kategorie Seinen, den Exzellenz-Preis beim Japanese Media Arts Festival 2002, 2003 den Shōgakukan-Manga-Preis in der Hauptkategorie und 2008 den Seiun-Preis. Beim angesehenen, französischen Comicfestival in Angoulême gewann der Manga 2004 in der Kategorie Beste Serie und konnte sich gegen die weiteren Nominierten, darunter Donjon von Lewis Trondheim und Sambre von Yslaire, durchsetzen. Der Manga war 2006 in der Kategorie Bester Manga für den deutschen Max-und-Moritz-Preis nominiert, konnte sich aber nicht gegen Barfuß durch Hiroshima von Nakazawa Keiji durchsetzen.
Die deutsche Fachzeitschrift Funime schreibt von 20th Century Boys als einen interessanten Einblick in das moderne Japan und das Thema der Reflexion von Kindheitserinnerungen. Die Handlung sei trotz der vielen Ebenen nicht konfus und der Stil sei passend, wie auch das aufgeräumte Layout. Die Grundidee sei zwar nicht neu, aber erfrischend anders und umfassender aufbereitet. Die Identität des Freundes wäre zwar recht leicht zu erraten, dennoch sei das Werk insgesamt sehr gelungen. Laut Splashcomics kann sich der Leser gut in die Figuren hineinversetzen und der Zeichenstil wie die Erzählweise seien frisch und angenehm zu lesen. Die Handlung sei spannend gestaltet und die Charaktere glaubwürdig. So sei der Manga einer der ausgefeiltesten, vielschichtigsten und anspruchsvollsten auf dem deutschen Markt.
Trotz vieler guter Kritiken fand die Serie in Deutschland nur verhältnismäßig geringen Absatz und wurde vom Verlag vor allem aus Image-Gründen ins Programm genommen.